# Gouledianá
Gouledianá, en grec moderne : Γουλεδιανά, est un village du dème de Réthymnon, en Crète, en Grèce. Selon le recensement de 2011, la population de Gouledianá compte 73 habitants. Le village est situé à une altitude de 500 m et à 18 km de Réthymnon.

## Recensements de la population
| Recensements | 1900 | 1920 | 1928 | 1940 | 1951 | 1961 | 1971 | 1981 | 1991 | 2001 | 2011 |
| ------------ | ---- | ---- | ---- | ---- | ---- | ---- | ---- | ---- | ---- | ---- | ---- |
| Population   | 171  | 184  | 163  | 195  | 163  | 151  | 116  | 118  |      | 103  | 73   |